# Quercus hypophaea
Quercus hypophaea är en bokväxtart som beskrevs av Bunzo Hayata. Quercus hypophaea ingår i släktet ekar, och familjen bokväxter.
Artens utbredningsområde är Taiwan. Inga underarter finns listade.